# 豬哥亮俱樂部
《豬哥亮俱樂部》是巨登育樂於1990年後期至1994年販售、出租的綜藝節目錄影帶（錄影秀），製作人是楊登魁。巨登育樂是八大電視的前身。《豬哥亮俱樂部》是巨登育樂第一部綜藝節目、也是八大電視開基原祖，主打遊覽車、台灣中部、台灣南部小家庭市場，與三立影視《豬哥亮歌廳秀》形式相似，但多了一些燈光效果，舞台設計與《豬哥亮歌廳秀》不同。也在這同時，三立影視推出《三立五虎將 金牌點唱秀》；而「三立五虎將」其中兩員，一個是豬哥亮昔日徒弟賀一航，一個是豬哥亮昔日老戰友余天，形成「師徒對打」的景況，十分有趣。
該節目曾於台灣藝術台重播。

## 主持人
- 第一代－豬哥亮、康弘、黃西田、蔡頭
- 第二代－豬哥亮、康弘、黃西田、吳佳珊

## 節目內容
訪問秀
是節目的主要單元，由四位主持人輪替或一起主持，都會邀請一些資深台灣歌手來接受訪問。每次訪問的佈景都會不一樣，有時在別墅上或是在階梯上訪問，營造不一樣的氣息。
短劇
節目的單元大多是「有一點顏色」的劇情，例如〈婦產科篇〉等一些黃色笑話編劇而成的短劇。

## 大型舞台劇
- 《白蛇傳》
- 《豬哥亮爆笑劇》系列

## 節目停播
因巨登育樂要把《豬哥亮俱樂部》改組，與白冰冰聯合主持，才停製《豬哥亮俱樂部》。

## 懷念俱樂部連結
- 俱樂部-蔡幸娟 （页面存档备份，存于）
- 俱樂部-蔡幸娟2 （页面存档备份，存于）
- 俱樂部-蔡幸娟3 （页面存档备份，存于）
- 俱樂部-花木蘭 （页面存档备份，存于）